# Dún Dúchathair
Dún Dúchathair o simplement Dúchathair (anglinitzat com Doocaher), que significa "fort circular negre de pedra", és un gran fort circular de pedra situat a l'illa d'Inishmore (una de les Illes Aran) al comtat de Galway (Irlanda). A causa de l'erosió, actualment es troba en un promontori rocós que s'endinsa dins la mar. A la part exterior hi ha grans murs, que arriben als sis metres d'altura i els cinc d'ample. A l'interior es troben les ruïnes de diverses sales i habitacions, possiblement cabanyes rusc. Existeix l'evidència que l'entrada estava protegida per un cavall frisó.